# مردان بسیار احمقند
مردان بسیار احمقند (انگلیسی: Men Are Such Fools) فیلمی در ژانر کمدی رمانتیک به کارگردانی بازبی برکلی است که در سال ۱۹۳۸ منتشر شد. از بازیگران آن می‌توان به وین موریس اشاره کرد.